# Rhabdogaster cuthbertsoni
Rhabdogaster cuthbertsoni là một loài ruồi trong họ Asilidae. Rhabdogaster cuthbertsoni được Londt miêu tả năm 2006. Loài này phân bố ở vùng nhiệt đới châu Phi.